# Sarah Smits
Sarah Smits (22 maart 1988) is een Belgisch voormalig volleybalster.

## Levensloop
Smits begon haar volleybalcarrière bij de jeugdselecties van VC Zoersel en verdedigde vervolgens de kleuren van Wevok Westmalle en VC Zandhoven. In 2008 werd ze actief bij Asterix Kieldrecht en vanaf 2016 bij diens opvolger Asterix Avo Beveren. Met Asterix werd ze zevenmaal landskampioen (2010, 2011, 2012, 2014, 2015, 2016 en 2017) en won ze zesmaal de Beker van België (2010, 2011, 2014, 2015, 2016 en 2017). Daarnaast bereikte ze met deze club in 2009-'10 de finale van de Chalenge Cup en won ze vijfmaal de Supercup (2008, 2010, 2012, 2014 en 2016). In 2013 en 2016 werd ze verkozen tot Speelster van het Jaar. In 2017 zette ze een punt achter haar spelerscarrière.
Daarnaast was ze actief bij het Belgisch volleyteam, waarmee ze onder meer zilver behaalde in de Europese volleyballeague van 2013.